# Don't Judge Me (Chris Brown)
Don't Judge Me è un singolo del cantante statunitense Chris Brown, pubblicato il 14 agosto 2012 come estratto dal suo quinto album Fortune.

## Il brano

### Composizione
Don't Judge Me è stata scritta interamente da Chris Brown, e prodotta dai The Messengers. Il brano è una ballad caratterizzata da sonorità molto soft, e la strumentazione è costituita principalmente da tamburi.

### Testo
Nel brano Brown chiede alla sua amata di perdonarlo per i suoi precedenti errori e di proseguire con il futuro, dicendo di essere un uomo cambiato. Il brano molto probabilmente potrebbe essere dedicato alla ex-fidanzata di Brown, la cantante Rihanna.

## Critica
Il brano ha ricevuto il plauso generale dalla critica, infatti diversi critici l'hanno definito come il migliore brano di Fortune, nonché uno dei migliori dell'artista, elogiando le sonorità soft del brano, e il testo della canzone, che si riferisce a diversi errori del passato, tra cui la sua relazione con la cantante Rihanna. In molti hanno notato che nel brano Brown mostra un suo lato molto maturo che non si vede spesso nei brani del cantante. Il brano è stato definito come "sentimentale" e "indelebilmente emotivo", ed è stato ulteriormente definito come "la definizione che Brown è ancora capace di fare buona musica".

## Video musicale
Il videoclip del brano è stato diretto dallo stesso Brown insieme a Colin Tilley, fu filmato nell'agosto del 2012 e pubblicato il 27 settembre dello stesso anno.

### Sinossi
Il video musicale mostra Brown inizialmente cantare in un luogo desertico con uno zaino sulle spalle, e continua con il cantante che arriva in una base militare per arruolarsi per una missione suicida, che consiste nell'inviarlo con navicella spaziale nello spazio per salvare il mondo da una nave spaziale che sta per scagliarsi contro la Terra, e prima di partire una giornalista gli corre incontro e gli chiede: "La gente dice che questa sarà una missione suicida, perché stai facendo questo?", e Brown risponde dicendo "Sto facendo un servizio per il mio paese e per il mio pianeta. Se questo significa salvare le persone che amo e che mi interessa, questo è quello che farò". Il video si conclude con il cantante che, piangendo, riuscirà a salvare la terra, morendo.

### Critica
La critica ha ben recensito il videoclip del brano, definendolo "commovente" e "cinematografico"

## Classifiche
| Classifica (2012-13) | Posizione massima |
| -------------------- | ----------------- |
| Australia            | 43                |
| Austria              | 66                |
| Belgio (Fiandre)     | 2                 |
| Belgio (Vallonia)    | 25                |
| Francia              | 95                |
| Germania             | 38                |
| Regno Unito          | 42                |
| Stati Uniti          | 68                |
| Ungheria             | 10                |